# 红玫瑰钟螺
红玫瑰钟螺（学名：Cantharidus f. bisbalteata），是原始腹足目钟螺科Cantharidus属的一种。主要分布于台湾，常栖息在潮间带到潮下带的海藻上。